# Oxyprora acanthoceras
Oxyprora acanthoceras is een rechtvleugelig insect uit de familie sabelsprinkhanen (Tettigoniidae). De wetenschappelijke naam van deze soort is voor het eerst geldig gepubliceerd in 1842 door Haan.